# Staurastrum trifidum
Staurastrum trifidum là một loài Song tinh tảo trong họ Desmidiaceae, thuộc chi Staurastrum.